# Espacio marino del Cabo de les Hortes
Espacio marino del Cabo de les Hortes este o arie protejată (sit de importanță comunitară — SCI) din Spania întinsă pe o suprafață de 4.253,26 ha, integral marine.

## Localizare
Centrul sitului Espacio marino del Cabo de les Hortes este situat la coordonatele 38°24′00″N 0°22′34″W / 38.3999°N 0.376°V.

## Înființare
Situl Espacio marino del Cabo de les Hortes a fost declarat sit de importanță comunitară în iulie 2001 pentru a proteja un număr necunoscut de specii din flora spontană și fauna sălbatică aflate în arealul zonei.

## Biodiversitate
Situată în ecoregiunile marină mediteraneană și mediteraneană, aria protejată conține 3 habitate naturale: Straturi cu Posidonia (Posidonion oceanicae), Peșteri marine scufundate complet sau parțial, Bancuri de nisip acoperite în permanență slab de apă marină.
La baza desemnării sitului se află un număr nedeclarat de specii protejate.